# Liste von Synagogen in Bulgarien
Die Liste von Synagogen in Bulgarien enthält ehemalige und bestehende Synagogen im heutigen Bulgarien.
Bei dem Erbauungsjahr ist das Jahr der Fertigstellung angegeben; bei den kursiv dargestellten Jahreszahlen handelt es sich um ungefähre Werte.
Navigation: B D G J P R S W
| Stadt          | Name                      | Zuordnung     | Erbaut | Zerstört | Bemerkung                                                      | Bild |
| -------------- | ------------------------- | ------------- | ------ | -------- | -------------------------------------------------------------- | ---- |
| Burgas         | Synagoge (Burgas)         | sephardisch   | 1909   |          | 1967 zu Kunstgalerie umgebaut                                  |      |
| Dobritsch      | Synagoge (Dobritsch)      | aschkenasisch | 1887   |          | profaniert                                                     |      |
| Goze Deltschew | Synagoge (Goze Deltschew) | sephardisch   | 1932   |          | heute Warenlager und Wohnraum                                  |      |
| Jambol         | Synagoge (Jambol)         | sephardisch   | 1896   |          | Kunstgalerie                                                   |      |
| Plowdiw        | Zion-Synagoge             | sephardisch   | 1892   |          | noch für Gottesdienste genutzt                                 |      |
| Russe          | Synagoge (Russe)          | aschkenasisch | 1927   |          | 1948 profaniert, jetzt Versammlungsraum der jüdischen Gemeinde |      |
| Russe          | Große Synagoge            | sephardisch   | 1872   |          | seit ca. 1990 Kirche der „Church of God of Prophecy“           |      |
| Samokow        | Synagoge (Samokow)        | sephardisch   | 1860   |          | verfallen                                                      |      |
| Sofia          | Synagoge (Sofia)          | sephardisch   | 1909   |          | größte sephardische Synagoge Europas                           |      |
| Widin          | Synagoge (Widin)          | sephardisch   | 1894   |          | war Ruine; seit 2023 vollständig renoviert                     |      |